# Роберт Віттекер
Роберт Гардінґ Віттекер (англ. Robert Harding Whittaker; нар. 27 грудня 1920 — пом.20 жовтня 1980) — видатний американський учений-еколог і фітоценолог, один з найвідоміших екологів у світі.
Займався питаннями класифікації та ординації рослинних угруповань. Відстоював позиції прихильників континуальності рослинного покриву (див. історія геоботаніки), ставши одним з лідерів цього напрямку в США. Першим обґрунтував поділ організмів на п'ять царств — прокаріоти, найпростіші, гриби, рослини, тварини. Відкидав теорію моноклімаксу; вважав, що клімакс є мозаїчним (його концепція найближча до теорії поліклімаксу).
| Гекель(1894) Три царства | Віттекер(1969) П'ять царств | Воезе(1977) Шість царств | Воезе(1990) Три домени |
| ------------------------ | --------------------------- | ------------------------ | ---------------------- |
| Protista                 | Monera                      | Eubacteria               | Bacteria               |
| Protista                 | Monera                      | Archaebacteria           | Archaea                |
| Protista                 | Protista                    | Protista                 | Eukarya                |
| Plantae                  | Fungi                       | Fungi                    | Eukarya                |
| Plantae                  | Plantae                     | Plantae                  | Eukarya                |
| Animalia                 | Animalia                    | Animalia                 | Eukarya                |

## Наукові праці
- Уиттекер Р. Сообщества и экосистемы. — М.: Прогресс, 1980. — 327 с.